# Lugi RK
LUGI Lions Rugby Football Club är en rugbyklubb i Lund, som grundades 1972. LUGI Lions har sitt klubbhus och spelar sina hemmamatcher på Centrala Idrottsplatsen i Lund. 
Klubben finns i en utpräglad universitetsstad med allt vad det innebär och är känd för att ha många internationella spelare och en öppen och social stämning. 
På ungdomssidan blev Lugi att räkna med under 1980- och 1990-talet, med bland annat SM-guld för juniorer 1989, 1990 och 1992. Lugi har på ungdomssidan lag i samtliga åldrar från u8 och uppåt för pojkar. För flickor spelar de som är 15 år och äldre tillsammans med damlaget. 
Klubben har spelare från flera länder runt om världen som kommit till Lund för studier och spelar vid sidan om studierna. Några exempel nationer som är representerade i LUGI Lions är Skottland, England, USA. Nya Zeeland, Sydafrika, Australien och Frankrike med mera.
LUGI har även många aktiva äldre spelare som träffas ett par gånger om året för att spela old boys-matcher, varav flera är tourer utomlands. 

## Herrlaget
Herrlaget spelade i division 2 syd under sina första år fram till 1976 då de gjorde sin första allsvenska säsong. Det blev en ettårig sejour; det krävdes tre försök innan Lugi lyckades stanna kvar i allsvenskan.
Säsongen 1980 tog Lugi steget upp igen, men denna gången för att stanna kvar i 7 år. Under denna period nådde Lugi sina största framgångar på seniorsidan genom att komma trea 1982 och tvåa 1984. Sedan dess har man pendlat mellan de två högsta serierna.
För tillfället spelar herrlaget i division 1 syd, andra ligan i Sverige, efter att ha vunnit division två säsongen 2018. 
Då säsongen i Sverige endast sträcker sig från slutet på april till mitten på oktober spelar herrlaget flera vänskapsmatcher mot utländska lag för att komplettera årets seriematcher. Oftast sker dessa mot lag på andra sidan Öresund, men herrlaget åker varje år på en större tour utomlands. De senaste destinationerna för herrlagets tour har varit Newbury i England, där Lejon blev segrare med 34-17 mot Hungerford RFC, och Monza i Italien. Den sistnämnda touren blev tyvärr inställd på grund av Covid-19. 

## Damlaget
Lugi har även ett damlag, Lugi Lionesses, sedan 2003. Från en stapplande start har Lugi Lionesses tagit sig till att vara ett mycket väletablerat damlag i Sverige och har tagit fram flera landslagsspelare till både 15-manna- och 7-mannalandslagen.
Damlaget spelar både sjumanna och 15-mannarugby. Damlaget spelar för tillfället 15-manna tillsammans med Malmö RK som "Skånelaget" i den högsta divisionen, Allsvenskan, men spelar sjumanna som LUGI.